# Capsaicină

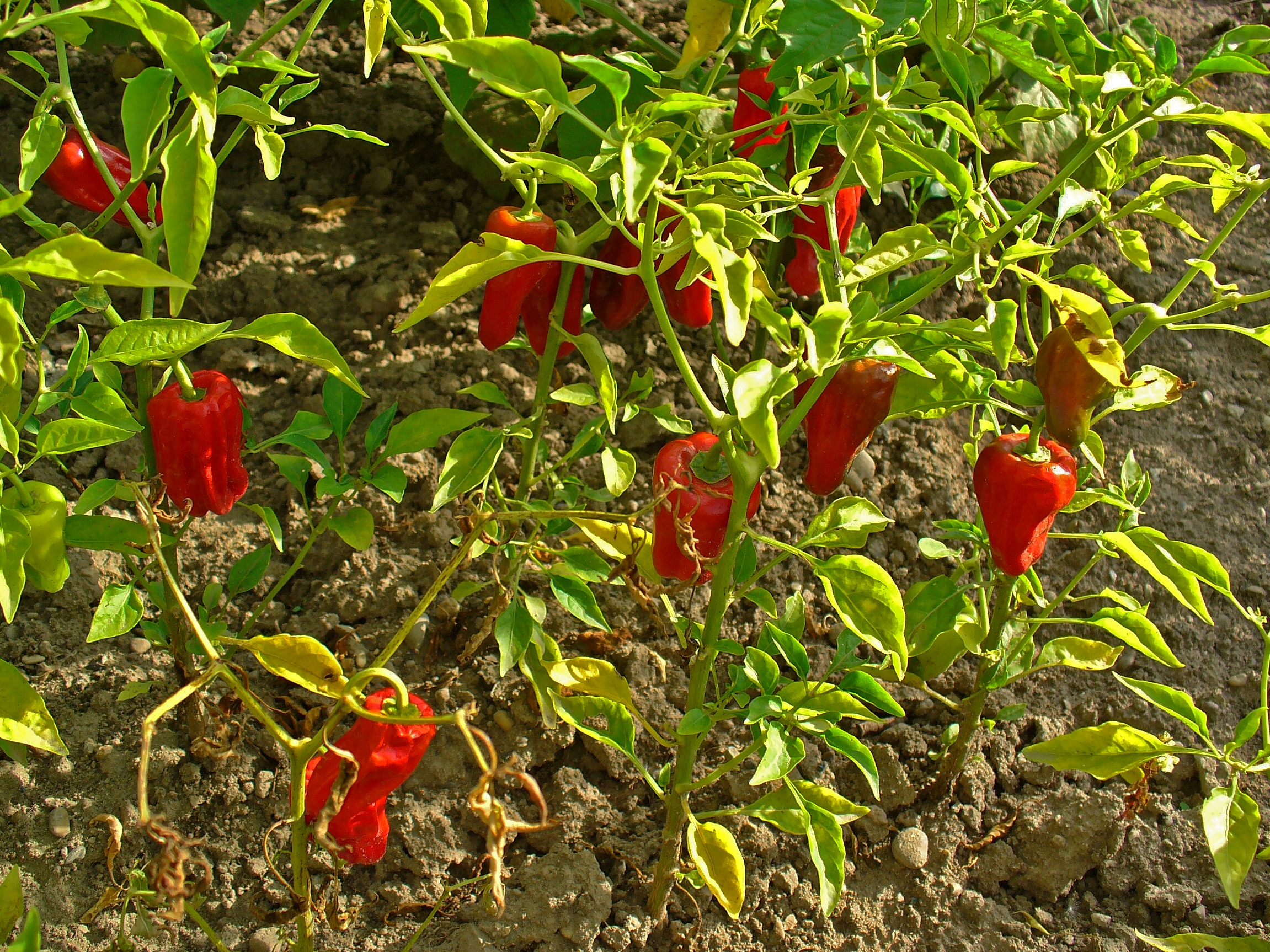
Ardei iute (Capsicum annuum) din care se obține capsaicina

Capsaicina este un alcaloid care se găsește în diferite specii de ardei iute (Capsicum annuum conține 0,02-0,03%) și imprimă gustul iute, arzător al ardeiului. Formula chimică este 8-metil-N-vanilil-6-nonenamida sau C18H27O3N. Este solubilă în alcool, în eter, în cloroform, în HCl concentrat; greu solubilă în apă, în eter de petrol. Capsaicina pură este un solid cristalin hidrofob, incolor, foarte înțepător (adică picant). Este un iritant al epiteliului mamiferelor și produce o senzație de arsură în gură, care poate fi considerată ca un element gustativ picant. Plantele produc capsaicina pentru a descuraja consumul lor de către animale. Cantitatea de capsaicină este măsurată în unități de măsură Scoville (SHU) care variază semnificativ între soiurile și speciile de Capsicum. Capsaicina pură este cotată ca având 16.000.000 SHU.

## Evoluție
Genul Capsicum s-a separat de Solanaceae cu 19,6 milioane de ani în urmă, la 5,4 milioane de ani după apariția Solanaceaelor și este originar doar din America. Ardeii iuți au început să evolueze rapid abia în ultimele 2 milioane de ani și s-au diferențiat în specii semnificativ diferite între ele. Această evoluție poate fi parțial atribuită capsaicinei. Capsaicina a evoluat în mod similar în toate speciile de ardei iute. Evoluția sa de-a lungul secolelor se datorează derivării genetice și selecției naturale din genul Capsicum. În ciuda faptului că ardeii iuți din genul Capsicum cresc în medii diverse, capsaicina are același rol defensiv și adaptativ împotriva infecțiilor cu ciuperci, insecte și mamifere granivore (mâncătoare de semințe).

## Istorie
Compusul a fost extras pentru prima dată în formă impură în 1816 de Christian Friedrich Bucholz (1770–1818).  În 1873, farmacologul german Rudolf Buchheim (1820–1879) și în 1878 medicul maghiar Endre Hőgyes au declarat că „capsicolul” (capsaicina parțial purificată) a provocat senzația de arsură la contactul cu membranele mucoase și a crescut secreția de acid gastric.

## Mecanism
Capsaicina este un iritant chimic și o neurotoxină pentru mamifere, inclusiv pentru oameni, producând o senzație de arsură în orice țesut cu care intră în contact. Senzațiile de arsură și durere asociate cu capsaicina rezultă din „defuncționalizarea” fibrelor nervoase nociceptoare prin provocarea unei reacții de hipersensibilitate topică la nivelul pielii. Capsaicina este un agonist selectiv al receptorului pentru vaniloide 1 cu potențial de receptor tranzitoriu (TRPV1), care stimulează receptorul TRPV1 cutanat , care se găsește în nociceptorii (receptori ai durerii) din piele. TRPV1 poate fi, de asemenea, stimulat cu căldură, protoni și abraziune fizică, permițînd cationilor să treacă prin membrana celulară atunci când este activat. Ca urmare a activării TPRV1, neurnii sunt depolarizați și trimit impulsuri către creier. Prin legarea de receptorii TRPV1, capsaicina produce senzații similare cu cele de căldură excesivă sau leziuni abrazive, cum ar fi încălzirea, furnicăturile, mâncărimea sau înțepăturile, explicând de ce capsaicina este descrisă ca iritant pentru piele și ochi sau prin ingestie.
Clarificarea mecanismelor efectelor capsaicinei asupra nociceptorilor pielii a dus la acordarea Premiului Nobel pentru Fiziologie sau Medicină în 2021, deoarece a condus la descoperirea receptorilor senzoriali ai pielii responsabili pentru detectarea temperaturii și atingerii și la identificarea genei unice care provoacă sensibilitatea la capsaicină.

## Efecte
Capsaicina este un iritant puternic și de aceea necesită ochelari de protecție corespunzători, aparate respiratorii și proceduri adecvate de manipulare a materialelor periculoase în laborator. Doza letală medie (LD50) la șoareci este 47,2 mg/kg.
Capsaicina poate provoca arsuri sau dureri înțepătoare pe piele și, dacă este ingerată în cantități mari de către adulți sau în cantități mici de către copii, pot produce greață, vărsături, dureri abdominale și diaree arsătoare. În cazuri extreme poate duce la lezarea esofagului prin vomitare acută și chiar moarte. Expunerea ochilor la capsaicină produce lăcrimare intensă, durere, conjunctivită și blefarospasm.
Ingestia de cantități mari de capsaicină poate fi mortală, în special la persoanele cu probleme cardiace.. Chiar și persoanele tinere și sănătoase pot suferi infarct miocardic, cum a fost cazul unui tânăr de 25 de ani din Turcia, fără condiții pre-existente, care a ingerat capsule cu ardei cayennne pentru slăbire, deși nu există dovezi că acestea ar putea ajuta la slăbit.  

### Tratament după expunere
Tratamentul primar constă în îndepărtarea capsaicinei cât mai rapid. Apa simplă este ineficientă în eliminarea capsaicinei deoarece capsaicina este aproape insolubilă în apă. Capsaicina este solubilă însă în alcool, care poate fi folosit pentru curățarea articolelor contaminate.
Când capsaicina este ingerată, laptele rece poate fi o modalitate eficientă de a ameliora senzația de arsură cauzată de cazeinele din lapte, iar apa din lapte acționează ca un surfactant, permițând capsaicinei să formeze o emulsie cu aceasta.

## Utilizare
Plantele din genul Capsicum produc fructe care conțin capsaicină. Capsaicina nu se gaseste în semințe ci în țesutul care înconjoară semințele. Capsaicina și mai multe amide înrudite (capsaicinoide) sunt produse ca metaboliți secundari de ardei iute, ca descurajări împotriva anumitor mamifere și ciuperci. Semințele plantelor Capsicum sunt dispersate predominant de păsări, care nu sunt afectate de capsaicină deorece canalul TRPV1 avian nu răspunde la capsaicină. 
Veninul care conține vanilotoxină al unei anumite specii de tarantule (Psalmopoeus cambridgei) activează aceeași cale de durere ca cea activată de capsaicină, un exemplu de evoluție convergentă în apărarea anti-mamiferă atât a plantelor, cât și a animalelor.
În medicină, folosite extern, tinctura alcoolică, loțiunea, plasturii cutanați sau crema de capsaicină sunt utilizate în tratamentul durerilor cronice (neuropatie diabetică, algii postzosteriene, alte nevralgii, dureri articulare, lumbago, hipersensibilitate vezicală) și a pruritului asociat cu unele dermatoze (prurit anal etc.) sau cu insuficiența renală terminală. 
Capsaicina aplicată local conduce la o senzație de înțepături și eritem ca urmare a eliberării neuropeptidelor vasoactive. Suprastimularea receptorilor TRPV1 în fazele târzii de către capsaicină duce la desensibilizarea acestora și ei nu mai răspund la stimulii care provoacă durerea. Aplicarea capsaicinei pe piele în doze moderate determină o senzație de căldură, iar în doze mari apare o senzație de arsură. Capsaicina brută este folosită pentru fabricarea vatei termogene.

## Capsacinoide
Capsaicina este cel mai abundent capsaicinoid găsit în genul Capsicum, dar există cel puțin alte zece variante de capsaicinoide. Cele mai frecvente capsaicinoide în natură sunt capsaicina (69%), dihidrocapsaicina (22%), nordihidrocapsaicina (7%), homocapsaicina (1%) și homodihidrocapsaicina (1%).
Capsaicina și dihidrocapsaicina (ambele 16 milioane SHU) sunt cele mai înțepătoare capsaicinoide. Nordihidrocapsaicina (9,1 milioane SHU), homocapsaicina și homodihidrocapsaicina (ambele 8,6 milioane SHU) sunt mai puțin mai fierbinți.
Există șase capsaicinoizi naturali (tabelul de mai jos). Deși vanililamida acidului n-nonanoic (Nonivamidă, VNA, de asemenea PAVA) este produsă sintetic pentru majoritatea aplicațiilor, ea apare în mod natural la speciile Capsicum.
| Nume capsaicinoid     | Abreviere | Cantitate relativă | Scara Scoville | Structura chimică                          |
| --------------------- | --------- | ------------------ | -------------- | ------------------------------------------ |
| Capsaicina            | CPS       | 69%                | 16.000.000     | Chemical structure of capsaicin            |
| Dihidrocapsaicina     | DHC       | 22%                | 16.000.000     | Chemical structure of dihydrocapsaicin     |
| Nordihidrocapsaicina  | NDHC      | 7%                 | 9.100.000      | Chemical structure of nordihydrocapsaicin  |
| Homocapsaicina        | HC        | 1%                 | 8.600.000      | Chemical structure of homocapsaicin        |
| Homodihidrocapsaicina | HDHC      | 1%                 | 8.600.000      | Chemical structure of homodihydrocapsaicin |
| Nonivamidă            | PAVA      |                    | 9.200.000      | Chemical structure of nonivamide           |

## Legături externe
- Fișă generală cu privire la capsaicina – Centrul Național de Informare a Pesticidelor
- Foc și condiment: baza moleculară a aromei